# Onthophagus mcclevei
Onthophagus mcclevei é uma espécie de inseto do género Onthophagus, família Scarabaeidae, ordem Coleoptera.

## História
Foi descrita cientificamente por Howden & Génier em 2004.